# Greatest Hits (Eurythmics)
Greatest Hits je kompilacija hitova britanskog sastava Eurythmics, ujedno njihov najprodavaniji album.

## Popis pjesama
Sve pjesme napisali su Annie Lennox i David A. Stewart osim gdje je drukčije navedeno.
1. "Love Is a Stranger" - 3:40
2. "Sweet Dreams (Are Made of This)" - 4:50
3. "Who's That Girl?" - 3:44
4. "Right by Your Side" - 3:49
5. "Here Comes the Rain Again" - 4:54
6. "There Must Be an Angel (Playing with My Heart)" - 4:41
7. "Sisters Are Doin' It for Themselves" (s Arethom Franklin) - 4:53
8. "It's Alright (Baby's Coming Back)" - 3:43
9. "When Tomorrow Comes" (Lennox, Stewart, Patrick Seymour) - 4:15
10. "You Have Placed a Chill in My Heart" - 3:46
11. "The Miracle of Love" - 4:35
12. "Sexcrime (Nineteen Eighty-Four)" - 3:52
13. "Thorn in My Side" - 4:11
14. "Don't Ask Me Why" - 4:13
15. "Angel" - 4:47
16. "Would I Lie to You?" - 4:22
17. "Missionary Man" - 3:45
18. "I Need a Man" - 4:21